# Конвой «Вевак-Голландія № 8»
Конвой «Вевак-Голландія № 8» — японський конвой часів Другої світової війни, проведення якого відбувалось у січні 1944-го.
Вихідним пунктом конвою став Палау — важливий транспортний хаб на заході Каролінських островів. Метою операції було постачання баз на північному узбережжі Нової Гвінеї в Голландії (наразі Джаяпура) та Веваку (тут перебував головний японський гарнізон на острові).
До складу конвою увійшли транспорти «Ікома-Мару» (мав на борту 611 військовополонених індійців та вантаж амуніції, пального і продовольства) та «Ясукуні-Мару», тоді як охорону забезпечували мисливець за підводними човнами CH-32 та допоміжний мисливець за підводними човнами CHa-47.
Загін вийшов з порту 20 січня 1944-го, а ввечері 21 січня обидва транспорти з інтервалом у 5 хвилин були торпедовані американським підводним човном Seahorse та затонули. Разом з «Ікома-Мару» загинуло 43 члени екіпажу та 418 полонених індійців, тоді як «Ясукуні-Мару» забрало з собою 6 членів екіпажу та 62 військовослужбовці, що перебували на борту.
CH-32 провів рятувальні роботи та 23 січня повернувся на Палау.